# الحب اللانهائي (فلم 1981)
الحب اللانهائي (بالإنجليزية: Endless Love) هو فيلم دراما تم إنتاجه في الولايات المتحدة، وصُدر في سنة 1981. من بطولة بروك شيلدز ومارتن هيويت وجيمس سبيدر.

## الميزانية والإيرادات
حقق إيرادات تُقدر بـ32492674 دولار.

## وصلات خارجية
- مقالات تستعمل روابط فنية بلا صلة مع ويكي بيانات